# Élections législatives tatarstanaises de 2024
Les élections législatives tatarstanaises de 2024 ont lieu le 8 septembre 2024 lors des infranationales russes dans la république du Tatarstan afin de renouveler les 100 sièges du Conseil d'État. 

## Mode de scrutin
En vertu des lois électorales actuelles, le Conseil d'État est élu pour un mandat de cinq ans, au scrutin mixte. 50 sièges sont élus au scrutin proportionnel de liste avec un seuil électoral de 5 %, l'autre moitié étant élue dans 50 circonscriptions uninominales au scrutin majoritaire à un tour . Les sièges de la partie proportionnelle sont attribués selon le quota de Hare, modifié pour garantir que chaque liste de parti dépassant le seuil obtienne au moins un mandat. 

## Candidats

### Scrution proportionnel
Pour enregistrer les listes régionales de candidats, les partis doivent recueillir 0,5 % des signatures de tous les électeurs inscrits dans la république du Tatarstan.  
Les partis suivants ont été dispensés de la nécessité de recueillir des signatures: 
- Russie unie
- Parti communiste de la fédération de Russie
- Russie juste
- Parti libéral-démocrate de Russie
- Nouvelles personnes
- Communistes de Russie

### Circonscriptions uninominales
50 circonscriptions uninominales ont été créées au Tatarstan. Pour inscrire les candidats dans les circonscriptions uninominales, il faut recueillir 3 % des signatures des électeurs inscrits dans la circonscription. 

## Résultats
|                           |                           |                 |                 |                 |        |              |               |  |  |  |  |  |  |  |
| Parti                     | Parti                     | Proportionnelle | Proportionnelle | Proportionnelle | UM1    | Total Sièges | +/-           |  |  |  |  |  |  |  |
| Parti                     | Parti                     | Voix            | %               | Sièges          | Sièges | Total Sièges | +/-           |  |  |  |  |  |  |  |
|                           | Russie unie               |                 |                 |                 |        |              |               |  |  |  |  |  |  |  |
|                           | Parti communiste          |                 |                 |                 |        |              |               |  |  |  |  |  |  |  |
|                           | Russie juste              |                 |                 |                 |        |              |               |  |  |  |  |  |  |  |
|                           | Parti libéral-démocrate   |                 |                 |                 |        |              |               |  |  |  |  |  |  |  |
|                           | Nouvelles personnes       |                 |                 |                 |        |              |               |  |  |  |  |  |  |  |
|                           | Rodina                    |                 |                 |                 |        |              |               |  |  |  |  |  |  |  |
|                           | RPPSS                     |                 |                 |                 |        |              |               |  |  |  |  |  |  |  |
|                           | Plateforme civique        |                 |                 |                 |        |              |               |  |  |  |  |  |  |  |
|                           | Les Verts                 |                 |                 |                 |        |              |               |  |  |  |  |  |  |  |
|                           | Patriotes de Russie       |                 |                 |                 |        |              |               |  |  |  |  |  |  |  |
|                           | RPSS                      |                 |                 |                 |        |              |               |  |  |  |  |  |  |  |
|                           | Iabloko                   |                 |                 |                 |        |              |               |  |  |  |  |  |  |  |
|                           | Parti des entrepreneurs   |                 |                 |                 |        |              |               |  |  |  |  |  |  |  |
|                           | Indépendants              |                 |                 |                 |        |              |               |  |  |  |  |  |  |  |
|                           | Votes blancs et invalides |                 |                 |                 |        |              |               |  |  |  |  |  |  |  |
|                           |                           |                 |                 |                 |        |              |               |  |  |  |  |  |  |  |
| Votes valides             |                           |                 |                 |                 |        |              |               |  |  |  |  |  |  |  |
| Votes blancs et invalides |                           |                 |                 |                 |        |              |               |  |  |  |  |  |  |  |
| Total                     | Total                     |                 | 100             | 11              | 30     | 41           | en stagnation |  |  |  |  |  |  |  |
| Abstentions               |                           |                 |                 |                 |        |              |               |  |  |  |  |  |  |  |
| Inscrits / participation  |                           |                 |                 |                 |        |              |               |  |  |  |  |  |  |  |